# 드레헤르 양조장
드레헤르 양조장(헝가리어: Dreher Sörgyárak)은 헝가리의 맥주 양조장이다.
드레헤르 양조장은 1993년부터 사우스 아프리칸 양조장이 소유하고 있었으며, 2002년부터는 SAB밀러가 소유하고 있었다. 앤하이저부시 인베브가 2016년 10월에 SAB밀러를 인수하기 전에 규제 기관과 체결한 계약의 일환으로 드레헤르는 2016년 12월 13일에 일본의 아사히 맥주에 매각되었다. 이 거래는 2017년 상반기에 마무리되었다.